# James Edward Alexander
James Edward Alexander KStJ (Clackmannanshire, 16 de outubro de 1803 — Ilha de Wight, 2 de abril de 1885) foi um militar, viajante e escritor britânico.

## Juventude
Alexander nasceu em Clackmannanshire, era o filho mais velho de Edward Alexander e de sua segunda esposa, filha de John Glas. Recebeu seu treinamento em Edimburgo, Glasgow e na Real Academia Militar de Sandhurst.

## Carreira militar
Em 1820, juntou-se ao exército da Companhia Britânica das Índias Orientais, transferindo-se para o Exército Britânico em 1825. Como ajudante de ordens para o enviado britânico à Pérsia, testemunhou combates durante a guerra entre a Pérsia e a Rússia em 1826 e em 1829 esteve presente na Bálcãs durante a Guerra Russo-Turca de 1828-1829. De 1832 a 1834, assistiu à Guerra Civil em Portugal e em 1835 participou da Sexta Guerra de Fronteira do Cabo na África do Sul, como ajudante de ordens e secretário particular de Sir Benjamin d'Urban. Foi genro de Charles Collier Michell, tendo casado na Cidade do Cabo em 25 de outubro de 1837 com sua filha Eveline Marie, nascida em 16 de abril de 1821.
Em 1838, recebeu a condecoração de Cavaleiro Celibatário por seus serviços prestados. A partir de 1841, serviu no Canadá fazendo parte da equipe de Sir William Rowan. Durante a Guerra da Crimeia, comandou o Regimento West Yorkshire como tenente-coronel no Cerco de Sebastopol em 1855 e realizou um comando importante durante as Guerras Maoris na Nova Zelândia, em 1862. Retirou-se do serviço ativo em 1877 e em 1881 recebeu a patente honorária de general.

## Explorador
Em nome da Sociedade Geográfica Real, conduziu uma expedição de exploração em Namaqualândia e Damaralândia, com duração de 8 de setembro de 1836 a 21 de setembro de 1837, no decurso da qual recolheu amostras de rochas, peles de animais e aves raras, armas e instrumentos de trabalho dos povos hererós e nama, bem como a elaboração de mapas da região e a primeira lista de palavras hererós. Posteriormente, John Arrowsmith fez uso de seus dados para desenhar um mapa que acompanha o seu livro sobre a expedição. Alexander Bay, Cabo Setentrional na foz do rio Orange, recebe esse nome em sua homenagem. Em 1877, foi o grande responsável pela preservação e transferência da Agulha de Cleópatra para a Inglaterra.
Em 1854, durante uma visita ao sul de Angola, aportou em uma baía onde havia uma aldeia de povos hererós que chamava-se Porto do Pinda. Alexander renomeia a aldeia e põe seu nome, passando a chamar-se Port Alexander (depois Porto Alexandre), atual cidade de Tômbua. A reentrância costeira que aportou também ganhou o nome de baía de Porto Alexandre. Os portugueses se apressaram a restabelecer o controle na aldeia, mas preferiram não mudar o nome do local, que permaneceu como Porto Alexandre até 1975.

## Obras
- Travels from India to England: comprehending a visit to the Burman empire, and a journey through Persia, Asia Minor, European Turkey, &c. In the years 1825-26. – Londres: Parbury, Allen, & Co, 1827
- Travels through Russia and the Crimea. (1830, 2 vols.)
- Transatlantic Sketches: comprising visits to the most Interesting Scenes in North & South America & West Indies. 2 vols. – Londres: Richard Bentley, 1833
- Sketches in Portugal during the Civil War of 1834. – Londres: J. Cochrane & Co, 1835
- Narrative of a Voyage of Observation among the Colonies of Western Africa, in the Flag-Ship Thalia; and of a Campaign in Kaffir-Land, on the Staff of the Commander-in-Chief in 1835. 2 vols. – Londres: Henry Colburn, 1837
- Expedition of discovery into the interior of Africa: Through the Hitherto Undescribed Countries of the Great Namaquas, Boschmans, and Hill Damaras, Performed under the Auspices of Her Majesty's Government and the Royal Geographic Society. 2 vols. – Londres: Henry Colburn, 1838
- Life of Field Marshal, His Grace the Duke of Wellington: Embracing His Civil, Military, and Political Career to the Present Time. 2 vols. – Londres: Henry Colbourn, 1839–40
- L'Acadie: or Seven Years' Explorations in British America. 2 vols. – Londres: Henry Colburn, 1849 (online: vol.1, vol.2)
- Passages in the life of a soldier, or, Military service in the East and West. – Londres: Hurst & Blackett, 1857
- Salmon-Fishing in Canada by a Resident. – Londres e Montreal: Longman, Green, Longman, e Roberts, 1860
- Incidents of the last Maori-War in New Zealand. – Londres: Richard Bentley, 1863
- Bush Fighting. – Londres: Sampson, Low, Marston, Low & Searle, 1873
- Cleopatra's Needle, the obelisk of Alexandria (1879)